# Ectima erycinoides
Ectima erycinoides är en fjärilsart som beskrevs av Felder 1867. Ectima erycinoides ingår i släktet Ectima och familjen praktfjärilar. Inga underarter finns listade i Catalogue of Life.